# Staud Gábor
Staud Gábor (Aranyosmarót, 1887. november 22. - Budapest, 1967. május 14.) publicista, lapszerkesztő, művelődésszervező.

## Élete
Középiskoláit Pozsonyban és Szegeden, a jogi egyetemet Budapesten és Berlinben végezte. 1913-1918 között a Magyar Királyi Igazságügyminisztérium munkatársa volt, budapesti és nyitrai bíróságokon dolgozott. A csehszlovák államfordulat után csekeji birtokán gazdálkodott.
1936-ban a Szlovenszkói Magyar Kultúregyesület titkárává választották. Az első bécsi döntés után az érsekújvári törvényszék elnöke lett. A második világháború után Budapesten élt, és nyugdíjazásáig a budapesti Gamma Optikai Művek tisztviselője volt.
Alapítója, majd elnöke volt a Csehszlovákiai Magyar Irodalmi Szövetségnek, szerkesztőbizottsági tagja a Tátra folyóiratnak, szerkesztője a Nemzeti Kultúrának.